# Cantone (araldica)
Cantone è un termine utilizzato in araldica per indicare:
1. lo spazio di campo lasciato dalle braccia della croce
2. la pezza quadrangolare (2 moduli x 2,1/2) che attraversa uno degli angoli dello scudo[1]

Non va confuso con il canton franco (o quartier franco) che è più grande del cantone. 
Se si blasona solo cantone ci si riferisce al cantone destro del capo.

Di rosso, alla croce d’argento, con la croce dello stesso posta nel cantone sinistro del capo (Verrua Po)
Torre nel quarto cantone (Conflans, Francia)
D'argento, al cantone di rosso
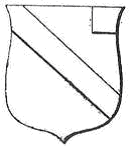
Cantone sinistro del capo
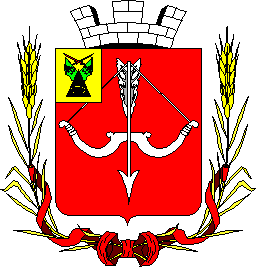
Cantone destro del capo (Pyrjatyn, Ucraina)
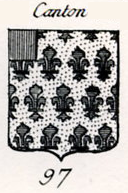
D'oro, al cantone di rosso